# 1. FC Breslau
1. FC Breslau was een Duitse voetbalclub uit Breslau, dat sinds 1945 het Poolse Wrocław is. De club kwam tot stand in 1932 na een fusie tussen SpVgg 1892 Breslau en SV Großmarkthalle Breslau.

## Geschiedenis
SpVgg werd in 1892 opgericht maar was geen hoogvlieger in het Breslause voetbal. In 1923/24 werd de 1924 afgetekend laatste in de B-Liga. In 1927 promoveerde de club weer naar die competitie en werd nu vicekampioen achter SC Germania Breslau. In 1929 werd de competitie in twee reeksen opgedeeld. De club werd kampioen, maar omdat de A-Liga van twaalf naar acht clubs herleid werd was er geen kans op promotie. Na twee plaatsen in de middenmoot werd de club derde in 1932. Na dit seizoen fuseerde de club met SV Großmarkthalle Breslau tot SVg Großmarkthalle Breslau en werd zevende op acht clubs.
Na dit seizoen kwam de NSDAP aan de macht en de Zuidoost-Duitse voetbalbond en alle competities verdwenen. De Gauliga Schlesien kwam als vervanger waarvoor zich slechts vier clubs uit Breslau plaatsten. Uit de B-Liga plaatsten zich slechts de top twee voor de Bezirksliga Mittelschlesien waardoor de club in de Kreisklasse moest beginnen. De club veranderde de naam in 1. FC Breslau en werd in 1937 kampioen. Via de eindronde konden ze promoveren naar de Bezirksliga en ook het volgende seizoen werd de club kampioen. Samen met SpVgg Ratibor 03 en SSVgg Bunzlau speelde de club de eindronde om te promoveren naar de Gauliga en werd samen met Bunzlau gedeeld tweede. Door een beter doelsaldo kon de club promoveren.
De club werd afgetekend laatste en telde slechts de helft van de punten van de voorlaatste, SV 33 Klettendorf. Het uitbreken van de Tweede Wereldoorlog betekende echter de redding van de club. De Gauliga werd in twee reeksen verdeeld. De club werd nu voorlaatste en omdat de Gauliga nu weer naar één reeks herleid werd degradeerden ze. De club ging terug in de Bezirksliga spelen, maar trok zich dan tijdens het seizoen terug, vermoedelijk om oorlogsredenen.
Na het einde van de Tweede Wereldoorlog werd Breslau een Poolse stad, alle Duitse inwoners werden verjaagd en de voetbalclub werd opgeheven, voor zover ze nog bestond.